# Sígueme (álbum de Paul Gillman)
Sígueme es el tercer álbum de estudio de Paul Gillman con su banda. Fue grabado en 1988 en Caracas en nueva discográfica y con intención de alcanzar mayor difusión. Es el disco más comercial del músico.

## Canciones
1. En la oscuridad (Frank Quintero)
2. Sólo tú y yo (Frank Quintero)
3. Adriana (Frank Quintero/Leo Quintero)
4. Buscador de horizontes (Frank Quintero)
5. El twist de la menta (Joey Dee)
6. Qué más esperas de mi (Frank Quintero)
7. No pierdas más tiempo (Frank Quintero)
8. Soy capaz (Fernando Osorio/Juan Carlos Pérez)
9. Resucité (Ernesto Ferro)

- Todos los track arreglados por Frank Quintero.

## Formación
- Paul Gillman – Voz
- Fernando Aloisi – Guitarra y teclados
- Ernesto Ferro – Guitarra
- Músicos invitados
- Coros - Leonor Jove, Maricruz Quintero, Mildred
- Bajo - Alberto Barnet, Jorge Toledo
- Chelo - Domingo Sánchez
- Batería, percusión - Frank Quintero, Nelson Sarda
- Flauta - Pedro Ustache
- Guitarra -  Leo Quintero
- Teclados - Gilberto Bermúdez, Nelson Aligo
- Teclados, Baterías electrónicas - Jesús González
- Viola - Ismael Vázquez
- Violín - Eddy Marcano, Elezar Vera

## Créditos
- Producción ejecutiva y dirección musical:  Leo Quintero
- Grabado y mezclado en Sincrosinido, entre febrero y noviembre de 1987. Caracas, Venezuela.
- Ingenieros de grabación: Carlos “Turbo” Guerrero, Luis Oberto y Luis Yánez.
- Mezcla: Carlos “Turbo” Guerrero, Leo Quintero y Paul Gillman.
- Preproducción: Paul Gillman, Ernesto Ferro y Leo Quintero.
- Diseño gráfico: Valerio do Carmo.

- Datos: Q16631729